# El cementerio judío, (Ruysdael, Detroit Institute of Arts)
El cementerio judío es una obra del pintor paisajista holandés Jacob Ruysdael. Está realizada al óleo sobre lienzo. Fue pintada en la década de los años 1660. Mide 142,2 cm de alto y 189,2 cm de ancho. Se conserva en el Detroit Institute of Arts de Chicago (Míchigan) en los Estados Unidos.
Se trata de un paisaje típico de Jacob Ruysdael, con elementos dramáticos como el cielo encapotado en el que se ve un arcoíris. El tema es el cementerio que los judíos de origen portugués tenían en las afueras de Ámsterdam en la cercana Ouderkerk aan de Amstel, llamado Beth Haim.